# 1533
Évszázadok: 15. század – 16. század – 17. század
Évtizedek: 1480-as évek – 1490-es évek – 1500-as évek – 1510-es évek – 1520-as évek – 1530-as évek – 1540-es évek – 1550-es évek – 1560-as évek – 1570-es évek – 1580-as évek
Évek: 1528 – 1529 – 1530 – 1531 –  1532 – 1533 – 1534 – 1535 – 1536 – 1537 – 1538

## Események

### Határozott dátumú események
- január 21. – Isztambulban megkötött békeszerződés során a szultán elismeri Ferdinándot Magyarország királyának.
- április 14. – Laszky Jeromos Szapolyai János utasítására ostrom alá veszi Palotát az Észak-Dunántúlon.
- június 1. - Boleyn Annát királynévá koronázzák.[1]
- június 22. – A Habsburg Birodalom és az Oszmán Birodalom békét köt, lezárva az 1529 óta tartó konfliktust. Ferdinánd évi 30 ezer aranyat kénytelen fizetni a szultánnak. V. Károlyt spanyolt királyként, I. Ferdinándot német királyként ismeri el az oszmán diplomácia.
- október 28. – Medici Katalin házassága Orleans-i Henrikkel.
- december 4. – IV. Ivánt apja, III. Vaszilij halálának napján kiáltja ki moszkvai nagyfejedelemmé Danyiil metropolita. (Nevében anyja, Jelena fejedelemasszony kormányozta az országot.)[2]

### Határozatlan dátumú események
- az év folyamán
  - Angliában létrejön az anglikán egyház, melynek élén a király, VIII. Henrik áll.[3]
  - Komjáti Benedek kiadja Szent Pál leveleinek magyar fordítását[4]

## Születések
- február 5. – Dudith András a humanizmus fénykorának polihisztor tudósa, reneszánsz magyar irodalom alkotója, pécsi püspök és császári-királyi tanácsos († 1589)
- február 28. – Michel de Montaigne francia esszéíró, filozófus († 1592)
- szeptember 27. – Báthory István erdélyi fejedelem († 1586)
- szeptember 7. – I. Erzsébet angol királynő († 1603)

## Halálozások
- augusztus 29. – Atahualpa, az utolsó inka uralkodó (* 1497 körül)
- december 4. – III. Vaszilij moszkvai nagyfejedelem (* 1479)